# Wybory uzupełniające do Senatu Rzeczypospolitej Polskiej XI kadencji
Wybory uzupełniające do Senatu Rzeczypospolitej Polskiej XI kadencji odbyły się 21 lipca 2024 (okręg nr 13), a także 16 marca 2025 (okręg nr 33). Przyczyną wyborów z 21 lipca 2024 było wybranie jednego z senatorów na urząd prezydenta Włocławka, zaś z 16 marca 2025 z powodu zrzeczenia się mandatu w związku z powołaniem na ministra pełnomocnego – chargé d’affaires Ambasady RP w Waszyngtonie.

## Lista wyborów uzupełniających do Senatu XI kadencji
| Okręg | Data          | Były senator | Były senator           | Wybrany senator | Wybrany senator        | Frekwencja | Przyczyna                            |
| ----- | ------------- | ------------ | ---------------------- | --------------- | ---------------------- | ---------- | ------------------------------------ |
| 13    | 21 lipca 2024 |              | Krzysztof Kukucki (NL) |                 | Stanisław Pawlak (NL)  | 7,95%      | wybór na Prezydenta Miasta Włocławka |
| 33    | 16 marca 2025 |              | Bogdan Klich (KO)      |                 | Monika Piątkowska (KO) | 16,52%     | zrzeczenie się mandatu               |

## Przyczyny zarządzania wyborów uzupełniających
Podstawą prawną zarządzenia wyborów uzupełniających do Senatu Rzeczypospolitej Polskiej XI kadencji jest Ustawa z dnia 5 stycznia 2011 r. – Kodeks wyborczy (Dz.U. z 2022 r. poz. 1277).
Zgodnie z art. 279 w razie utraty mandatu przez senatora Prezydent Rzeczypospolitej Polskiej zarządza przeprowadzenie wyborów uzupełniających w okręgu, z którego został on wybrany, w ciągu 3 miesięcy od dnia stwierdzenia wygaśnięcia mandatu senatora. Wyborów uzupełniających nie przeprowadza się w okresie 6 miesięcy przed dniem, w którym upływa termin zarządzenia wyborów do Sejmu kolejnej kadencji. Głosowanie przeprowadza się wyłącznie na terytorium kraju.
Wygaśnięcie mandatu senatora niezwłocznie stwierdza Marszałek Senatu w formie obwieszczenia w następujących wypadkach:
- śmierci senatora;
- utraty prawa wybieralności lub nieposiadania go w dniu wyborów;
- pozbawienia mandatu prawomocnym orzeczeniem Trybunału Stanu;
- zrzeczenia się mandatu;
- zajmowania w dniu wyborów stanowiska lub funkcji, których, stosownie do przepisów Konstytucji Rzeczypospolitej Polskiej albo ustaw, nie można łączyć z mandatem senatora (z wyjątkiem);
- powołania w toku kadencji na stanowisko lub powierzenia funkcji, których, stosownie do przepisów Konstytucji Rzeczypospolitej Polskiej albo ustaw, nie można łączyć ze sprawowaniem mandatu senatora;
- wyboru w toku kadencji na posła do Parlamentu Europejskiego.

## Wybory uzupełniające 21 lipca 2024 (okręg nr 13)

Okręg wyborczy nr 13 na tle Polski

Wybory uzupełniające do Senatu Rzeczypospolitej Polskiej w okręgu nr 13, które odbyły się 21 lipca 2024, zostały zarządzone postanowieniem Prezydenta RP Andrzeja Dudy z 21 maja 2024 z powodu wybrania Krzysztofa Kukuckiego na Prezydenta Miasta Włocławka. Przeprowadziła je Okręgowa Komisja Wyborcza w Toruniu.
Mandat senatorski uzyskał Stanisław Pawlak.
Uchwałą z 5 września 2024 r. Sąd Najwyższy w składzie całej Izby Kontroli Nadzwyczajnej i Spraw Publicznych stwierdził ważność wyborów uzupełniających do Senatu Rzeczypospolitej Polskiej, zarządzonych przez Prezydenta Rzeczypospolitej Polskiej w województwie kujawsko-pomorskim, w okręgu wyborczym nr 13, i przeprowadzonych 21 lipca 2024 roku.

### Kalendarz wyborczy
- do 3 czerwca 2024 – zawiadomienie Państwowej Komisji Wyborczej: przez organ partii politycznej o utworzeniu komitetu wyborczego; przez pełnomocnika wyborczego o utworzeniu koalicyjnego komitetu wyborczego lub o utworzeniu komitetu wyborczego wyborców,
- do 12 czerwca 2024 do godz. 16:00 – zgłaszanie kandydatów na senatora w celu zarejestrowania,
- 19 lipca 2024 o godz. 24:00 – zakończenie kampanii wyborczej,
- 21 lipca 2024, godz. 7:00–21:00 – głosowanie[3].

### Kandydaci
Swoje kandydatury zarejestrowali:
1. Jarosław Chmielewski (KWW Prawi i Skuteczni),
2. Stanisław Pawlak (Nowa Lewica) – były poseł,
3. Tomasz Sikorowski (Konfederacja Nowa Nadzieja).

Komitet zarejestrował także PolExit, jednak nie zgłosił kandydata.

### Wyniki
| Kandydat                                                                                    | Kandydat             | Komitet wyborczy           | Głosów | Głosów | Głosów |
| Kandydat                                                                                    | Kandydat             | Komitet wyborczy           | Liczba | %      | +/–    |
| ------------------------------------------------------------------------------------------- | -------------------- | -------------------------- | ------ | ------ | ------ |
|                                                                                             | Stanisław Pawlak     | Nowa Lewica                | 9 888  | 46,30  | +0,25  |
|                                                                                             | Jarosław Chmielewski | KWW Prawi i Skuteczni      | 7 621  | 35,69  | –      |
|                                                                                             | Tomasz Sikorowski    | Konfederacja Nowa Nadzieja | 3 846  | 18,01  | +8,30  |
| Frekwencja: 7,95% Liczba głosów ważnych: 21 579 (98,96%) Źródło: Państwowa Komisja Wyborcza |                      |                            |        |        |        |

## Wybory uzupełniające 16 marca 2025 (okręg nr 33)

Okręg wyborczy nr 33 na tle Polski

Wybory w okręgu nr 33 zostały zarządzone 15 stycznia 2025 postanowieniem Prezydenta RP Andrzeja Dudy na dzień 16 marca 2025 z związku z zrzeczeniem się mandatu senatora przez Bogdana Klicha. Przeprowadziła je Okręgowa Komisja Wyborcza w Krakowie.
Mandat senatorski uzyskała Monika Piątkowska.
Uchwałą z 14 maja 2025 r. Sąd Najwyższy w składzie całej Izby Kontroli Nadzwyczajnej i Spraw Publicznych stwierdził ważność wyborów uzupełniających do Senatu Rzeczypospolitej Polskiej, zarządzonych przez Prezydenta Rzeczypospolitej Polskiej w województwie małopolskim, w okręgu wyborczym nr 33 i przeprowadzonych 16 marca 2025 roku.

### Kalendarz wyborczy
- do 27 stycznia 2025 – zawiadomienie Państwowej Komisji Wyborczej: przez organ partii politycznej o utworzeniu komitetu wyborczego; przez pełnomocnika wyborczego o utworzeniu koalicyjnego komitetu wyborczego lub o utworzeniu komitetu wyborczego wyborców,
- do 5 lutego 2025 do godz. 16:00 – zgłaszanie kandydatów na senatora w celu zarejestrowania,
- 14 marca 2025 o godz. 24:00 – zakończenie kampanii wyborczej,
- 16 marca 2025, godz. 7:00–21:00 – głosowanie[6].

### Kandydaci
Do 5 lutego 2025 r. do godz. 16:00 poszczególne komitety wyborcze, zgodnie z kalendarzem wyborczym, mogły zgłaszać kandydatów w wyborach. Oto wszystkie kandydatury zgłoszone w wyznaczonym terminie:
1. Ewa Sładek (KW Razem),
2. Adam Berkowicz (KW Konfederacja Wolność i Niepodległość),
3. Mateusz Małodziński (KWW „Dla Krakowa”),
4. Monika Piątkowska (KKW Koalicja Obywatelska).

Zostały zarejestrowane również następujące komitety: KW Bezpartyjni, KW Konfederacja Korony Polskiej, KW Kongres Nowej Prawicy, KW Normalny Kraj, KW PolExit oraz KWW Pakt Senacki, ale nie zgłosiły one kandydatów.

### Wyniki
| Kandydat                                                                                     | Kandydat            | Komitet wyborczy                     | Głosów | Głosów | Głosów |
| Kandydat                                                                                     | Kandydat            | Komitet wyborczy                     | Liczba | %      | +/–    |
| -------------------------------------------------------------------------------------------- | ------------------- | ------------------------------------ | ------ | ------ | ------ |
|                                                                                              | Monika Piątkowska   | KKW Koalicja Obywatelska             | 25 022 | 50,14  | –20,76 |
|                                                                                              | Mateusz Małodziński | KWW „Dla Krakowa”                    | 15 675 | 31,41  | –      |
|                                                                                              | Adam Berkowicz      | Konfederacja Wolność i Niepodległość | 5 223  | 10,47  | –      |
|                                                                                              | Ewa Sładek          | Partia Razem                         | 3 982  | 7,98   | –      |
| Frekwencja: 16,52% Liczba głosów ważnych: 49 902 (99,47%) Źródło: Państwowa Komisja Wyborcza |                     |                                      |        |        |        |